# Триглавка

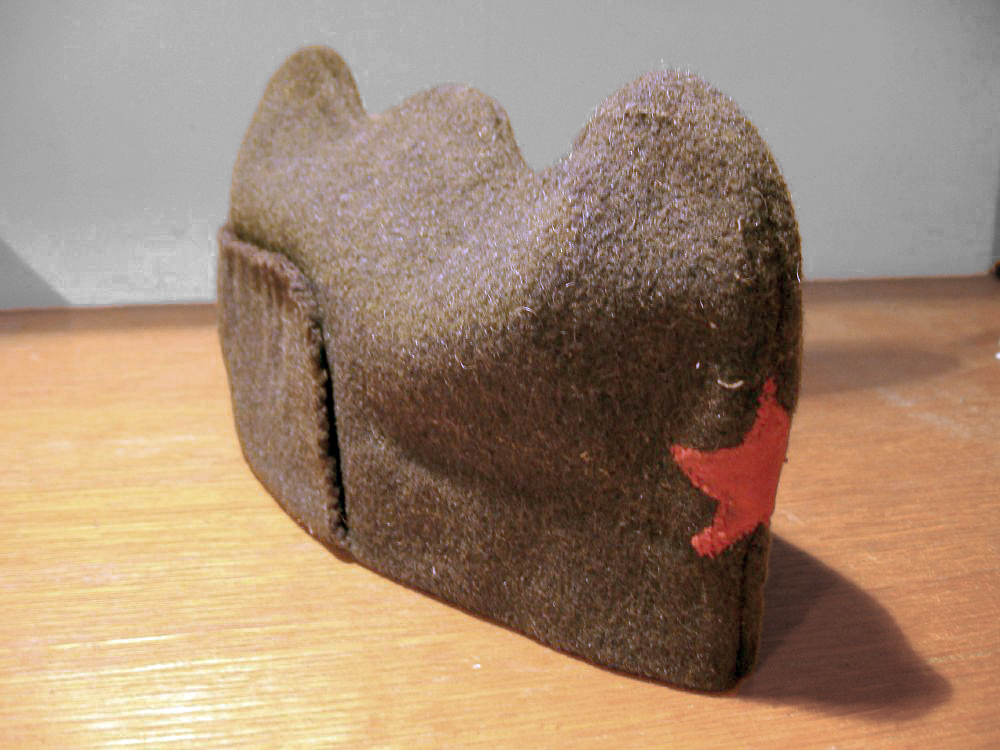
Триглавка

Триглавка (словен. Triglavka), также известная в Хорватии как партизанка (хорв. partizanka) — головной убор, пилотка партизан-антифашистов в Словении, Западной Боснии и Хорватии. Считается самым известным элементом униформы партизан. Своё название в Словении получила в честь горы Триглав, что было отражено во внешнем виде шапки (три «зубца»).

## Внешний вид
Существовало три варианта этой пилотки. Самым известным является вариант с тремя зубцами: два зубца высотой по 10 см, третий в центре высотой 14 см или чуточку ниже. Чуть менее известен второй вариант с высотой заднего зубца 6 см. Третий вариант отличается от второго только наличием щита на пилотке, иногда к нему добавлялась и застёжка на кнопке, что позволяло закрепить пилотку на голове и уберечь голову от холода и ветра.

## Использование
Первые триглавки были пошиты во второй половине 1941 года в Загребе подпольщицей Добрилой Юрич по просьбе ветеранов Гражданской войны в Испании Владимира Поповича и Отмара Креачича. Внешне эти триглавки напоминали пилотки испанских республиканцев В Словении они появились в марте 1942 года, став довольно популярными. Впервые они появились в униформе 3-й группы партизанских отрядов согласно специальному указу. Позднее эти триглавки стали носить партизаны Нижней, Белой и Верхней Краин (в первой половине 1942), а вскоре появились в Словенской Штирии с июля 1942 года . В Приморье их стали использовать во второй половине 1942.
Триглавки стали самым узнаваемым элементом одежды словенского антифашистского подполья. Их тогда стали называть именно «триглавками» в честь самой известной словенской горы Триглав. С учётом того, что словенцы постоянно враждовали с немцами и итальянцами, триглавка стала символом сопротивления фашистам и нацистам. Триглавка, однако, вскоре была вытеснена пилоткой-титовкой согласно распоряжению от апреля 1944 года. В настоящий момент большая часть сохранившихся триглавок относится к третьему типу, сохранилась только одна триглавка первого типа.